# PGT Mixed Games II

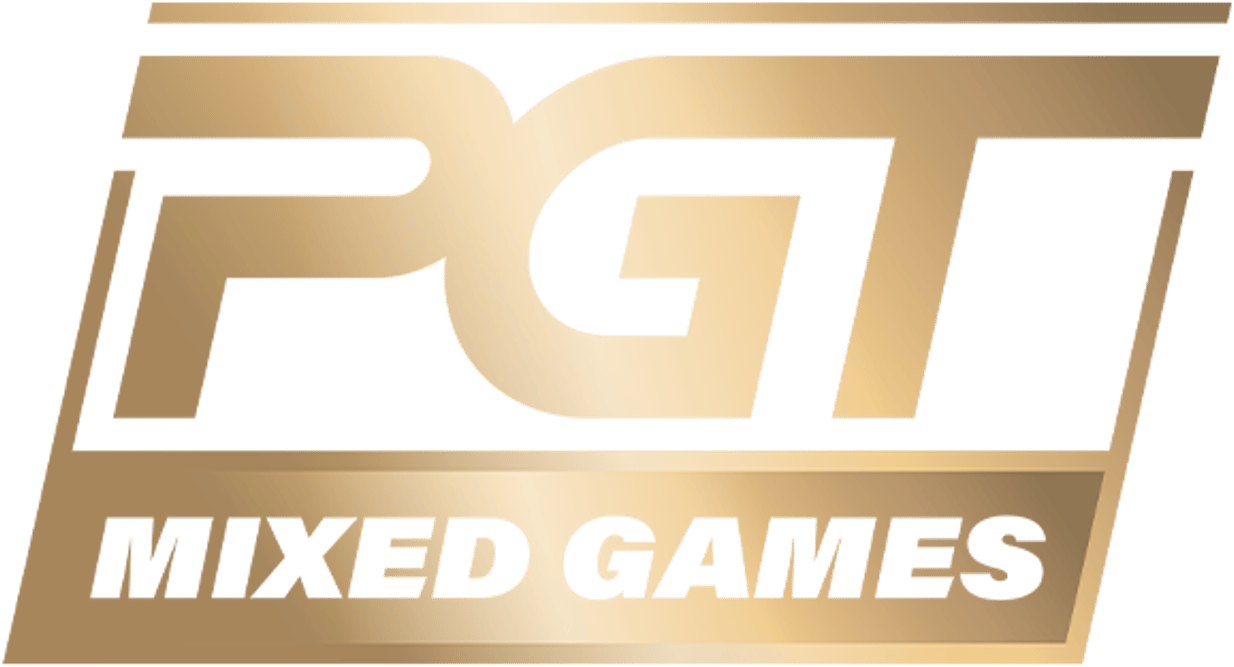
Logo der PGT Mixed Games

Die PGT Mixed Games II waren die zweite Austragung dieser Pokerturnierserie und wurden von Poker Central veranstaltet. Die neun High-Roller-Turniere mit Buy-ins von meist 10.000 US-Dollar wurden vom 5. bis 14. Oktober 2023 im PokerGO Studio im Aria Resort & Casino in Paradise am Las Vegas Strip ausgespielt.

## Struktur

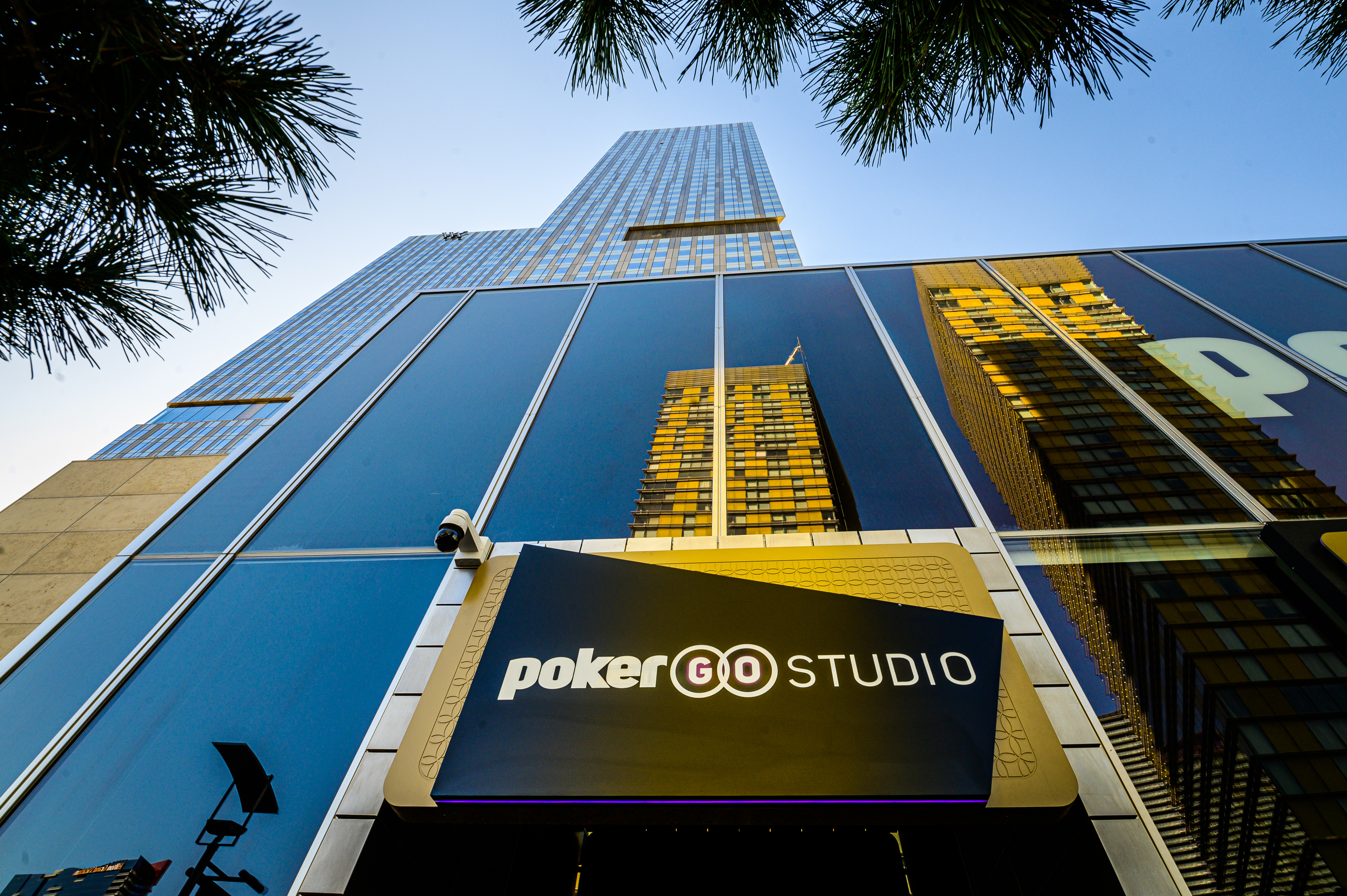
Das PokerGO Studio im Aria Resort & Casino (2019)

Die Turnierserie war Teil der PokerGO Tour, die über das Kalenderjahr 2023 läuft. Anders als beim Großteil der Events der Tour wurden nicht die dominierenden Varianten No Limit Hold’em und Pot Limit Omaha angeboten, sondern alle Turniere mit gemischten Varianten in Rotation gespielt. Aufgrund des hohen Buy-ins waren bei den Turnieren lediglich die weltbesten Pokerspieler sowie reiche Geschäftsmänner anzutreffen. David Rheem sicherte sich als erfolgreichster Spieler der Serie eine zusätzliche Prämie von 25.000 US-Dollar.

## Turniere

### Übersicht
| # | Turnierbeginn | Buy-in (in $) | Variante                 | Teilnehmer | Sieger             | Herkunft           | Preisgeld (in $) |
| - | ------------- | ------------- | ------------------------ | ---------- | ------------------ | ------------------ | ---------------- |
| 1 | 5. Okt. 2023  | 10.000        | H.O.R.S.E.               | 72         | David Funkhouser   | Vereinigte Staaten | 187.200          |
| 2 | 6. Okt. 2023  | 10.000        | Big Bet Mix              | 57         | David Rheem        | Vereinigte Staaten | 171.000          |
| 3 | 7. Okt. 2023  | 05.000        | 10-Game                  | 72         | David Prociak      | Vereinigte Staaten | 093.600          |
| 4 | 9. Okt. 2023  | 10.000        | 8-Game                   | 56         | Dzmitry Urbanovich | Polen              | 179.200          |
| 5 | 10. Okt. 2023 | 10.000        | Triple Stud Mix          | 40         | Nick Schulman      | Vereinigte Staaten | 144.000          |
| 6 | 11. Okt. 2023 | 10.000        | Dealer’s Choice          | 49         | Dylan Weisman      | Vereinigte Staaten | 166.600          |
| 7 | 12. Okt. 2023 | 10.000        | Triple Draw Mix          | 51         | Hal Rotholz        | Vereinigte Staaten | 163.200          |
| 8 | 13. Okt. 2023 | 25.000        | 10-Game                  | 29         | Maxx Coleman       | Vereinigte Staaten | 290.000          |
| 9 | 14. Okt. 2023 | 05.000        | No Limit 2-7 Single Draw | 24         | Arthur Morris      | Vereinigte Staaten | 049.902          |

### #1 – H.O.R.S.E.
Das erste Event wurde am 5. und 6. Oktober 2023 in H.O.R.S.E. gespielt. 72 Teilnehmer zahlten den Buy-in von 10.000 US-Dollar.
| Platz | Herkunft           | Spieler          | Preisgeld (in $) | Punkte |
| ----- | ------------------ | ---------------- | ---------------- | ------ |
| 1     | Vereinigte Staaten | David Funkhouser | 187.200          | 187    |
| 2     | Vereinigte Staaten | Paul Volpe       | 136.800          | 137    |
| 3     | Vereinigte Staaten | Eli Elezra       | 093.600          | 094    |
| 4     | Vereinigte Staaten | David Rheem      | 072.000          | 072    |
| 5     | Vereinigte Staaten | Anthony Zinno    | 057.600          | 058    |
| 6     | Vereinigte Staaten | Dylan Weisman    | 043.200          | 043    |
| 7     | Vereinigte Staaten | Dylan Linde      | 036.000          | 036    |
| 8     | Vereinigte Staaten | Andrew Kelsall   | 028.800          | 029    |
| 9     | Vereinigte Staaten | Joseph Ranciato  | 021.600          | 022    |
| 10    | Vereinigte Staaten | Steve Zolotow    | 021.600          | 022    |
| 11    | Vereinigte Staaten | Ben Yu           | 021.600          | 022    |

### #2 – Big Bet Mix

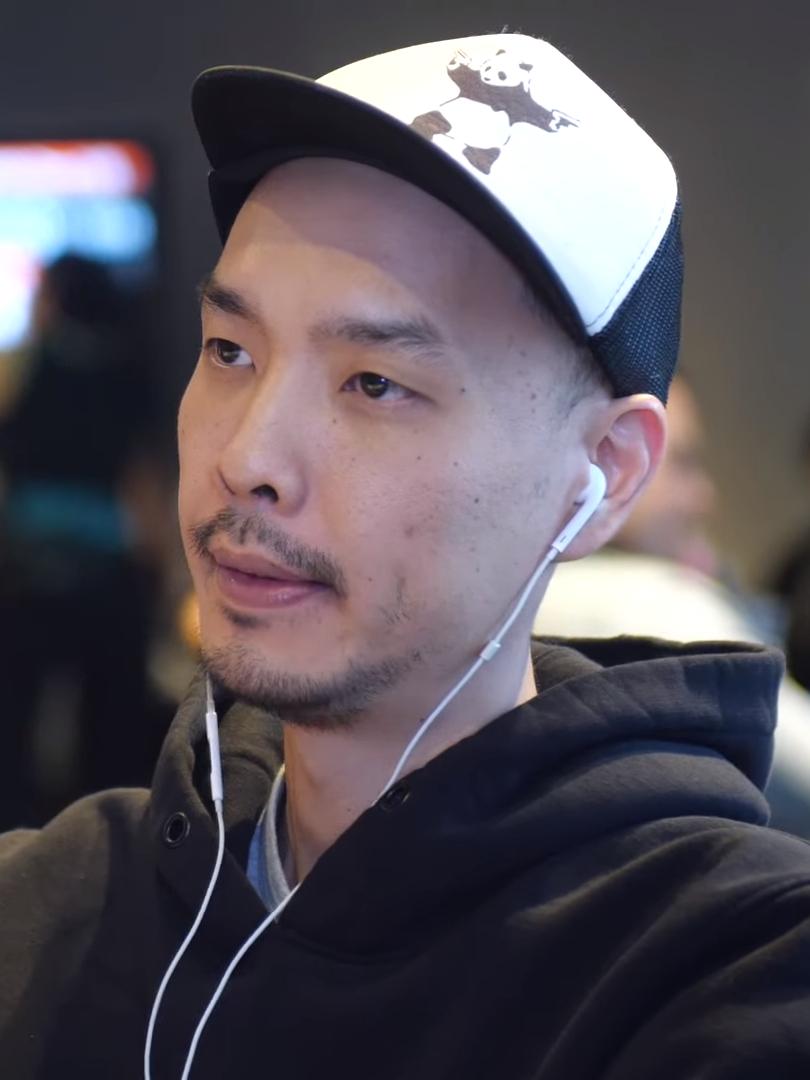
David Rheem (2019)

Das zweite Event wurde am 6. und 7. Oktober 2023 in Big Bet Mix gespielt. 57 Teilnehmer zahlten den Buy-in von 10.000 US-Dollar.
| Platz | Herkunft               | Spieler          | Preisgeld (in $) | Punkte |
| ----- | ---------------------- | ---------------- | ---------------- | ------ |
| 1     | Vereinigte Staaten     | David Rheem      | 171.000          | 171    |
| 2     | Argentinien            | Andrés Korn      | 114.000          | 114    |
| 3     | Vereinigtes Konigreich | Stephen Chidwick | 079.800          | 080    |
| 4     | Vereinigte Staaten     | John Hennigan    | 057.000          | 057    |
| 5     | Vereinigte Staaten     | Ben Yu           | 045.600          | 046    |
| 6     | Vereinigte Staaten     | Adam Friedman    | 034.200          | 034    |
| 7     | Vereinigte Staaten     | Dan Shak         | 028.500          | 029    |
| 8     | Vereinigte Staaten     | Nick Schulman    | 022.800          | 023    |
| 9     | Vereinigte Staaten     | Arthur Morris    | 017.100          | 017    |

### #3 – 10-Game Mini-Championship
Das dritte Event wurde am 7. und 9. Oktober 2023 in 10-Game gespielt. 72 Teilnehmer zahlten den Buy-in von 5000 US-Dollar.
| Platz | Herkunft               | Spieler            | Preisgeld (in $) | Punkte |
| ----- | ---------------------- | ------------------ | ---------------- | ------ |
| 1     | Vereinigte Staaten     | David Prociak      | 93.600           | 94     |
| 2     | Vereinigtes Konigreich | Philip Sternheimer | 64.800           | 65     |
| 3     | Vereinigte Staaten     | Bradley Ruben      | 46.800           | 47     |
| 4     | Vereinigte Staaten     | Seth Perlman       | 36.000           | 36     |
| 5     | Vereinigte Staaten     | Jeremy Ausmus      | 28.800           | 29     |
| 6     | Kanada                 | Alex Livingston    | 21.600           | 22     |
| 7     | Vereinigte Staaten     | Hal Rotholz        | 18.000           | 18     |
| 8     | Vereinigte Staaten     | Eli Elezra         | 14.400           | 14     |
| 9     | Vereinigte Staaten     | Maxx Coleman       | 14.400           | 14     |
| 10    | Vereinigte Staaten     | David „ODB“ Baker  | 10.800           | 11     |
| 11    | Vereinigte Staaten     | Jerry Wong         | 10.800           | 11     |

### #4 – 8-Game

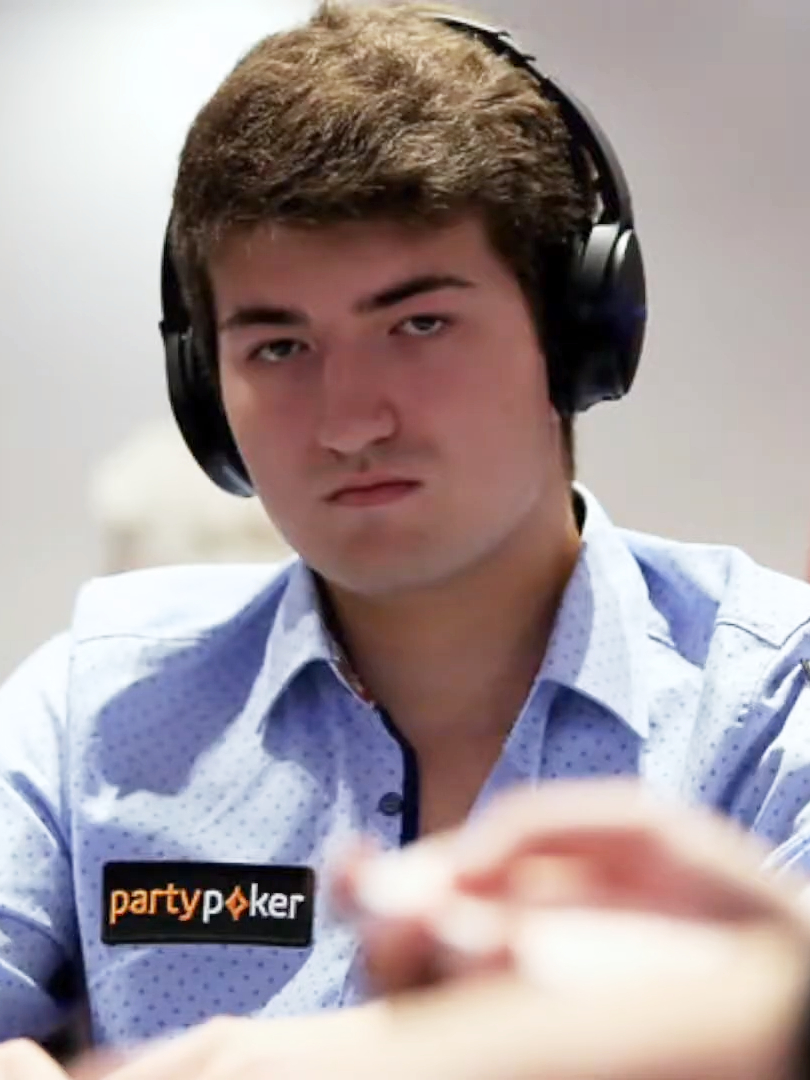
Dzmitry Urbanovich (2018)

Das vierte Event wurde am 9. und 10. Oktober 2023 in 8-Game gespielt. 56 Teilnehmer zahlten den Buy-in von 10.000 US-Dollar.
| Platz | Herkunft           | Spieler            | Preisgeld (in $) | Punkte |
| ----- | ------------------ | ------------------ | ---------------- | ------ |
| 1     | Polen              | Dzmitry Urbanovich | 179.200          | 179    |
| 2     | Kanada             | Daniel Negreanu    | 117.600          | 118    |
| 3     | Vereinigte Staaten | Arthur Morris      | 078.400          | 078    |
| 4     | Vereinigte Staaten | Max Hoffman        | 056.000          | 056    |
| 5     | Vereinigte Staaten | Anthony Zinno      | 044.800          | 045    |
| 6     | Vereinigte Staaten | John Hennigan      | 033.600          | 034    |
| 7     | Vereinigte Staaten | Andrew Kelsall     | 028.000          | 028    |
| 8     | Vereinigte Staaten | Dylan Linde        | 022.400          | 022    |

### #5 – Triple Stud Mix

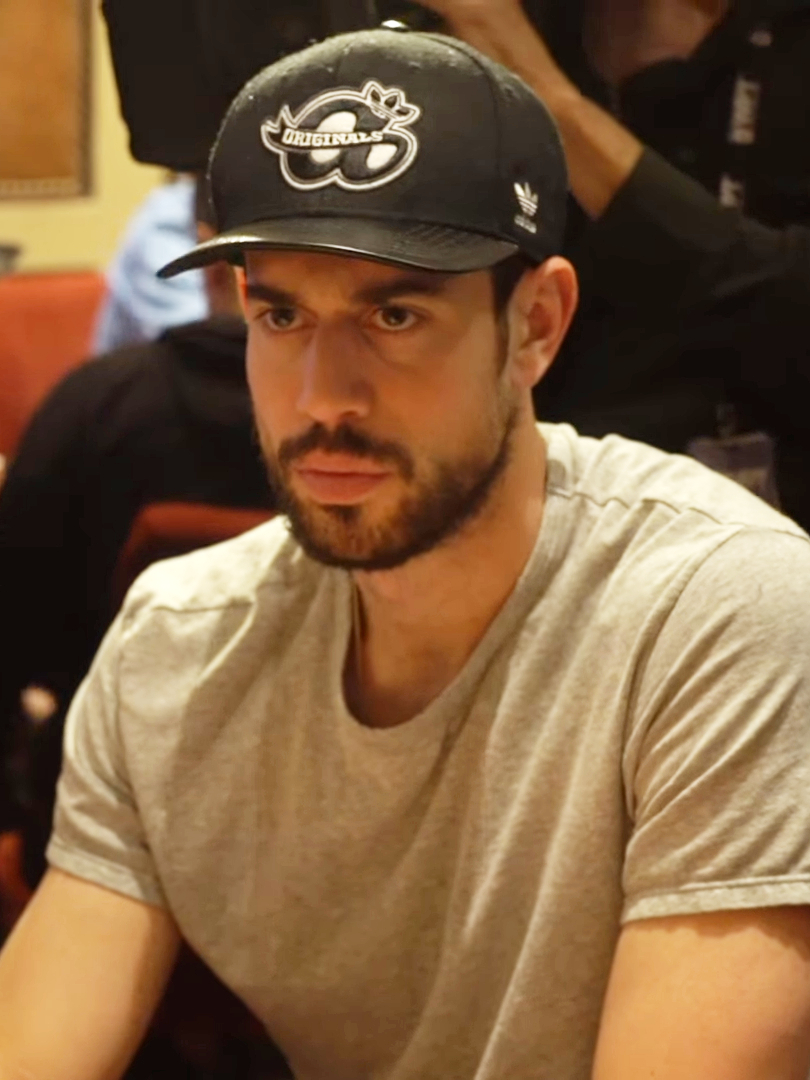
Nick Schulman (2018)

Das fünfte Event wurde am 10. und 11. Oktober 2023 in Triple Stud Mix gespielt. 40 Teilnehmer zahlten den Buy-in von 10.000 US-Dollar.
| Platz | Herkunft           | Spieler        | Preisgeld (in $) | Punkte |
| ----- | ------------------ | -------------- | ---------------- | ------ |
| 1     | Vereinigte Staaten | Nick Schulman  | 144.000          | 144    |
| 2     | Vereinigte Staaten | John Racener   | 096.000          | 096    |
| 3     | Vereinigte Staaten | Adam Friedman  | 064.000          | 064    |
| 4     | Vereinigte Staaten | David Rheem    | 044.000          | 044    |
| 5     | Serbien            | Damjan Radanov | 032.000          | 032    |
| 6     | Vereinigte Staaten | Ryan Miller    | 020.000          | 020    |

### #6 – Dealer’s Choice
Das sechste Event wurde am 11. und 12. Oktober 2023 in Dealer’s Choice gespielt. 49 Teilnehmer zahlten den Buy-in von 10.000 US-Dollar.
| Platz | Herkunft           | Spieler          | Preisgeld (in $) | Punkte |
| ----- | ------------------ | ---------------- | ---------------- | ------ |
| 1     | Vereinigte Staaten | Dylan Weisman    | 166.600          | 167    |
| 2     | Vereinigte Staaten | Craig Chait      | 107.800          | 108    |
| 3     | Vereinigte Staaten | Walter Chambers  | 073.500          | 074    |
| 4     | Vereinigte Staaten | David Funkhouser | 053.900          | 054    |
| 5     | Vereinigte Staaten | John Monnette    | 039.200          | 039    |
| 6     | Vereinigte Staaten | Dan Shak         | 029.400          | 029    |
| 7     | Vereinigte Staaten | Andrew Kelsall   | 019.600          | 020    |

### #7 – Triple Draw Mix
Das siebte Event wurde am 12. und 13. Oktober 2023 in Triple Draw Mix gespielt. 51 Teilnehmer zahlten den Buy-in von 10.000 US-Dollar.
| Platz | Herkunft           | Spieler           | Preisgeld (in $) | Punkte |
| ----- | ------------------ | ----------------- | ---------------- | ------ |
| 1     | Vereinigte Staaten | Hal Rotholz       | 163.200          | 163    |
| 2     | Vereinigte Staaten | Nick Schulman     | 107.100          | 107    |
| 3     | Vereinigte Staaten | Jeremy Ausmus     | 071.400          | 071    |
| 4     | Vereinigte Staaten | Andrew Yeh        | 051.000          | 051    |
| 5     | Vereinigte Staaten | David „ODB“ Baker | 040.800          | 041    |
| 6     | Vereinigte Staaten | David Rheem       | 030.600          | 031    |
| 7     | Argentinien        | Julio Belluscio   | 025.500          | 026    |
| 8     | Vereinigte Staaten | Jared Bleznick    | 020.400          | 020    |

### #8 – 10-Game Championship
Das achte Event wurde am 13. und 14. Oktober 2023 in 10-Game gespielt. 29 Teilnehmer zahlten den Buy-in von 25.000 US-Dollar.
| Platz | Herkunft           | Spieler         | Preisgeld (in $) | Punkte |
| ----- | ------------------ | --------------- | ---------------- | ------ |
| 1     | Vereinigte Staaten | Maxx Coleman    | 245.630          | 174    |
| 2     | Kanada             | Alex Livingston | 232.870          | 113    |
| 3     | Vereinigte Staaten | David Rheem     | 116.000          | 070    |
| 4     | Vereinigte Staaten | John Hennigan   | 079.750          | 048    |
| 5     | Vereinigte Staaten | Dylan Weisman   | 050.750          | 030    |

### #9 – No Limit 2-7 Single Draw
Das neunte Event wurde am 14. Oktober 2023 in No Limit 2-7 Single Draw gespielt. 24 Teilnehmer zahlten den Buy-in von 5000 US-Dollar.
| Platz | Herkunft               | Spieler            | Preisgeld (in $) | Punkte |
| ----- | ---------------------- | ------------------ | ---------------- | ------ |
| 1     | Vereinigte Staaten     | Arthur Morris      | 49.902           | 55     |
| 2     | Vereinigte Staaten     | David Funkhouser   | 38.898           | 34     |
| 3     | Vereinigtes Konigreich | Philip Sternheimer | 19.200           | 19     |
| 4     | Argentinien            | Andrés Korn        | 12.000           | 12     |

## Trophäe

### Punktesystem
Jeder Spieler, der bei einem der neun Turniere in den Preisrängen landete, sammelte zusätzlich zum Preisgeld Punkte. Das Punktesystem orientiert sich während der gesamten PokerGO Tour am Buy-in und dem gewonnenen Preisgeld. Es wird zu ganzen Punkten gerundet.

### Endstand

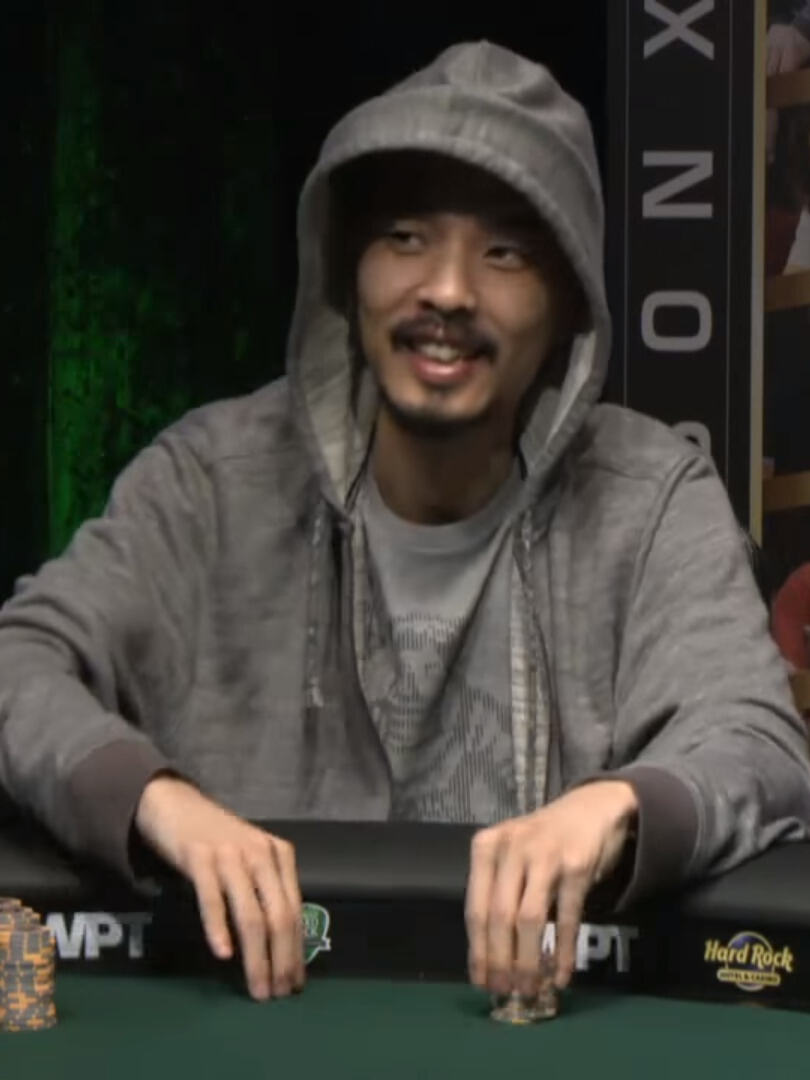
David Rheem (2016)

Bei Punktgleichheit war das gewonnene Preisgeld maßgeblich. David Rheem gewann das zweite Turnier und erzielte insgesamt fünf Geldplatzierungen, was ihm die meisten Turnierpunkte und auch das mit Abstand meiste Preisgelder einbrachte.
| Platz | Herkunft           | Spieler            | Punkte | Preisgeld (in $) | Cashes | Siege |
| ----- | ------------------ | ------------------ | ------ | ---------------- | ------ | ----- |
| 1     | Vereinigte Staaten | David Rheem        | 388    | 433.600          | 5      | 1     |
| 2     | Vereinigte Staaten | David Funkhouser   | 275    | 279.998          | 3      | 1     |
| 3     | Vereinigte Staaten | Nick Schulman      | 274    | 273.900          | 3      | 1     |
| 4     | Vereinigte Staaten | Dylan Weisman      | 240    | 260.550          | 3      | 1     |
| 5     | Vereinigte Staaten | Maxx Coleman       | 188    | 260.030          | 2      | 1     |
| 6     | Vereinigte Staaten | Hal Rotholz        | 181    | 181.200          | 2      | 1     |
| 7     | Polen              | Dzmitry Urbanovich | 179    | 179.200          | 1      | 1     |
| 8     | Vereinigte Staaten | Arthur Morris      | 150    | 145.402          | 3      | 1     |
| 9     | Vereinigte Staaten | John Hennigan      | 139    | 170.350          | 3      | 0     |
| 10    | Vereinigte Staaten | Paul Volpe         | 137    | 136.800          | 1      | 0     |